# Yang Jia
Yang Jia (陽甲), aussi appelé Xiang Jia (象甲) et He Jia (和甲), de son nom personnel Zi He (子和). Il fut le dix-septième roi de la dynastie Shang. Il fut intronise à Yan (奄) en -1408. Dans la troisième année de son règne, il envoya des troupes contre les Barbares de Danshan (丹山). Il régna de -1408 à -1401.